# Federazione Italiana di Atletica Leggera
Federazione Italiana di Atletica Leggera (FIDAL) – włoska narodowa federacja lekkoatletyczna. Szefem FIDAL jest Alfio Giomi. Siedziba federacji znajduje się w Rzymie. Federacja jest jednym członków European Athletics. W 2009 zajmowała się organizacją halowych mistrzostw Europy w Turynie.